# Sophie Junker
Sophie Junker (* 1985) ist eine belgische Sopranistin, die sich auf Barockmusik, insbesondere auf die Musik von Händel, spezialisiert hat.

## Leben
Sophie Junker erhielt ersten Unterricht von ihrem Vater Stéphan Junker, einem Gesangslehrer am städtischen Konservatorium in Verviers, anschließend studierte sie Gesang am IMEP (Institut supérieur de Musique et de Pédagogie) in Namur und an der Guildhall School of Music and Drama in London.
Nach Abschluss ihrer Ausbildung gelang ihr 2010 der internationale Durchbruch, als sie den Händel-Wettbewerb in London gewann. 2012 gewann sie den internationalen Cesti-Wettbewerb der Innsbrucker Festwochen der Alten Musik.

## Gesangspartien
- 2012: Amor in Orpheus und Eurydike von Christoph Willibald Gluck in Angers Nantes Opéra
- 2012: Israelite Woman in Esther von Georg Friedrich Händel bei den Händel-Festspielen Göttingen
- 2013: Galatea in Acis und Galatea von Georg Friedrich Händel an der Opéra de Versailles
- 2013: Belinda in Dido and Aeneas von Henry Purcell bei den Innsbrucker Musikfestspielen
- 2013: Wanda in La Grande Duchesse de Gerolstein von Jacques Offenbach an der Opéra Royal de Wallonie
- 2013: Eine italienische Frau in Médée von Marc-Antoine Charpentier an der English National Opera
- 2014: Caio in Ottone in villa von Antonio Vivaldi beim Opernfestival in Kopenhagen
- 2015: Melanto in Il ritorno d’Ulisse in patria von Claudio Monteverdi beim Enescu-Festival in Bukarest.
- 2015: Drusilla in L’incoronazione di Poppea von Claudio Monteverdi beim Enescu-Festival in Bukarest
- 2015: Anna Reich in Die lustigen Weiber von Windsor von Otto Nicolai an der Opéra Royal de Wallonie
- 2015: Venus in King Arthur von Henry Purcell beim Festival de Beaune
- 2015: Hélène in Une éducation manquée von Emmanuel Chabrier an der Lafayette Opera in Washington, D.C.
- 2015: Die Titelrolle in Cendrillon von Pauline Viardot-García in Lüttich
- 2015: Phoebe in Castor et Pollux von Jean-Philippe Rameau am Saint John’s Smith Square
- 2016: Aspasia in Alexander Balus von Georg Friedrich Händel beim London Festival
- 2016: Cleis in Sapho von Jean-Paul-Égide Martini an der Opera Lafayette, New York und Washington
- 2016: Zweite Frau in Dido and Aeneas von Henry Purcell an der Opéra de Lausanne
- 2017: Proserpine und Eurydike in La descente d’Orphée aux enfers von Marc-Antoine Charpentier in der Wigmore Hall, Den Haag
- 2017: Erste Dame in Die Zauberflöte von Wolfgang Amadeus Mozart an der Opéra de Limoges
- 2018: Cunegonda in Gismondo, re di Polonia von Leonardo Vinci am Theater an der Wien
- 2018: Elisetta in Il matrimonio segreto von Domenico Cimarosa in Lüttich
- 2018: Drusilla in L’incoronazione di Poppea an der Staatsoper Berlin
- 2019: Venus in La divisione del mondo von Giovanni Legrenzi in Straßburg, Nancy und Versailles
- 2019: Stabat mater von Giovanni Battista Pergolesi und Leçons de ténèbres von François Couperin in einem Konzert in Versailles
- 2019: Alceste in Die getreue Alceste von Georg Caspar Schürmann im Schlosstheater Schwetzingen
- 2019: Sigismondo in Arminio von Georg Friedrich Händel bei den Händel-Festspielen Göttingen
- 2019: Amarilli in Il pastor fido von Georg Friedrich Händel in Gliwice und bei den Händel-Festspielen Halle
- 2021: Angelica in Orlando furioso von Antonio Vivaldi in La Seine Musicale
- 2021: Asteria in Tamerlano von Georg Friedrich Händel in Moskau
- 2022: Cleopatre in Giulio Cesare in Egitto von Georg Friedrich Händel auf Tournee in den Niederlanden und Händel-Festspiele Göttingen[2]

## Diskografie
- 2012: Bachs säkulare Kantaten mit dem Bach Collegium Japan und Masaaki Suzuki (BIS)
- 2014: Sacrifices (Filia in Carissimis Jephte mit La Nuova Musica für Harmonia Mundi – „… der Star der Platte,“ so das Magazin Gramophone)
- 2016: Esther von Georg Friedrich Händel mit Laurence Cummings (Accent)
- 2016: L’épreuve villageoise von André-Ernest-Modeste Grétry (Naxos)
- 2017: Stravaganza d’amore mit Pygmalion unter der Leitung von Raphaël Pichon (Harmonia Mundi)
- 2020: Erste Solo-CD – La Francesina, Händels Nightingale, Georg Friedrich Händel, Le Concert de l’Hostel Dieu, Franck-Emmanuel Comte

## Preise und Auszeichnungen
- 2010 gewann sie den ersten Preis bei der London Handel Competition
- 2012 gewann sie den ersten Preis beim internationalen Gesangswettbewerb für Barockoper „The Innsbruck Cesti Competition“.
- 2020: Choc de Classica mit La Francesina
- 2020: Diamant von Opéra Magazine mit La Francesina
- 2020: Trophée Forum Opéra in der Kategorie „Bestes Album des Jahres“ mit La Francesina
- 2021: Gewinnerin der International Classical Music Awards (ICMA) in der Kategorie „Bestes barockes Vokalalbum des Jahres“ mit La Francesina